# Неизвестный (фильм, 1927)
«Неизвестный» (англ. The Unknown, 1927) — американский немой художественный фильм Тода Браунинга. «Неизвестный» считается одной из самых впечатляющих немых кинопостановок Тода Браунинга. Джоан Кроуфорд часто повторяла, что во время съёмок с Лоном Чейни узнала об актёрском мастерстве больше, чем от любого другого партнёра за всю её долгую кинокарьеру. Критики часто называют игру Чейни одной из величайших актёрских работ, запечатлённых на киноплёнке. Берт Ланкастер утверждал, что игра Чейни в этом фильме превосходила всё, что ему доводилось видеть.

## Сюжет
Испания, начало XX века. Цыганский бродячий цирк Антонио Занзи даёт представления в провинциальных городах. Главный номер представления — безрукий метатель ножей Алонзо. На самом деле у Алонзо есть руки, но об этом не знает никто, кроме его помощника лилипута Кохо. Притворяясь безруким, Алонзо прячется от полиции — у него тёмное прошлое, на его совести есть и человеческие жизни. Левая рука у него особенно приметная из за частичной полидактилии — на ней два сросшихся больших пальца.
Алонзо влюблён в дочь владельца цирка Нанон. У девушки фобия — она не переносит прикосновений мужских рук и поэтому старается держаться возле «безрукого» Алонзо, который вскоре догадывается о её страхах и начинает на них играть.
В Нанон влюблён также простодушный цирковой силач Малабар, который постоянно пытается приласкать девушку и никак не может понять, чем он её пугает. Малабар в целом симпатичен Нанон, но она никак не может побороть болезненное отвращение к его прикосновениям.
Антонио Занзи замечает, что метатель ножей неравнодушен к его дочери и избивает Алонзо. Ночью Алонзо и Антонио случайно встречаются. Владелец цирка срывает с Алонзо плащ и видит его руки. Алонзо бросается на хозяина цирка и душит его. Выглянувшая в окно Нанон видит, как её отца убивает незнакомец с двойным большим пальцем на левой руке, но лицо убийцы остаётся скрыто от неё шляпой.
Актёры хоронят Антонио. Полицейские берут у всех циркачей, кроме «безрукого» Алонзо, отпечатки пальцев, но никакие из отпечатков не совпадают с теми, что оставил убийца.
Цирк уезжает. Нанон, Алонзо и Кохо остаются в городке, затем к ним присоединяется и Малабар, тоскующий без Нанон. Нанон снова отвергает Малабара и выказывает нежность Алонзо, который, как она думает, единственный не хочет и не может её обнимать. Алонзо начинает мечтать о свадьбе с Нанон, но Кохо напоминает ему, что это невозможно — Нанон не только сразу узнает, что у Алонзо есть руки, но и непременно заметит его двойной большой палец. Алонзо в отчаянии закуривает, как привык, держа сигарету пальцами ног, хотя руки у него в этот момент свободны. Кохо, смеясь, говорит, что Алонзо совсем отвык от своих рук и уже вполне может обходиться без них.
Алонзо вдруг понимает, что сможет жениться на Нанон, если на самом деле избавится от своих рук. Он шантажирует местного хирурга и заставляет его тайно провести ампутацию.
Пока Алонзо поправляется после операции, Нанон и Малабар становятся всё ближе друг другу. Малабар узнаёт о страхах девушки и старается не делать ничего, что могло бы её напугать. Нанон замечает его деликатность. Постепенно она перестаёт избегать его прикосновений и, в конце концов, соглашается выйти за него замуж, однако только после того, как вернётся её «лучший друг» Алонзо.
Через несколько недель Алонзо и Кохо возвращаются в городок. Алонзо идёт в местный театр, где выступает Нанон. Девушка бросается на шею Алонзо и говорит ему, что наконец-то можно сыграть свадьбу. Алонзо растроган и счастлив. Но тут же оказывается, что жених вовсе не он — на его глазах Малабар обнимает Нанон, которая откровенно наслаждается прикосновениями его рук. Алонзо старается не показать растерянности и разочарования — оказывается, он напрасно приказал ампутировать себе руки! — но удар слишком силён. Лишь запредельным усилием воли он заставляет себя изобразить радость.
Нанон и Малабар ставят новый цирковой номер, в котором силач будет удерживать двух бегущих в разные стороны лошадей. Лошади должны скакать по движущимся дорожкам, и если хотя бы одна из дорожек сломается, то лошади просто оторвут Малабару руки. Во время представления Алонзо подстраивает аварию. Пока Малабар из последних сил сдерживает взбесившуюся лошадь, Нанон пытается успокоить животное, которое может ударить её. Алонзо бросается на помощь девушке, спасает её, но сам погибает от удара лошадиным копытом.

## В ролях
| Актёр          | Роль                                                    |
| -------------- | ------------------------------------------------------- |
| Лон Чейни      | безрукий метатель ножей Алонзо                          |
| Джоан Кроуфорд | дочь владельца цирка Нанон Занзи                        |
| Норман Керри   | цирковой силач Малабар                                  |
| Ник Де Руиз    | владелец цирка, отец Нанон Антонио Занзи                |
| Джон Джордж    | помощник Алонзо, лилипут Кохо                           |
| Джон Полис     | хирург, проведший Алонзо ампутацию (в титрах не указан) |

## Релиз
- Премьера фильма в США состоялась 4 июня 1927 года.

## Интересные факты
- Долгое время считалось утерянным (из-за пожара в студии), что сохранились только узкоплёночные копии этого фильма, непригодные для демонстрации в кинотеатре; однако в 1968 году полная профессиональная плёночная копия фильма была обнаружена в архиве французской Синематеки.
- В некоторых сценах, где Алонзо должен был делать ногами то, что обычно делается руками — зажигать спичку, брать бокал, метать нож и т. д. — вместо его ног в кадре были ноги дублёра Питера Дисмуки, который родился без рук и научился отлично использовать вместо них ноги.
- Джоан Кроуфорд высоко ценила опыт, полученный на съёмках фильма, отметив в своих мемуарах, что только увидев актерскую работу Лона Чейни она поняла различие «между тем, чтобы стоять перед камерой и играть перед камерой». По её словам, после этого она стала работать над своей игрой значительно усерднее.